# 5044 Shestaka
5044 Shestaka eller 1977 QH4 är en asteroid i huvudbältet som upptäcktes den 18 augusti 1977 av den rysk-sovjetiske astronomen Nikolaj Tjernych vid Krims astrofysiska observatorium på Krim. Den har fått sitt namn efter Ivan S. Shestak.
Asteroiden har en diameter på ungefär 6 kilometer.